# Castellaccio dei Monteroni
Il Castellaccio dei Monteroni è un casale fortificato, di origine medievale di Ladispoli, in provincia di Roma.
Si trova lungo il percorso dell'antica via Aurelia (oggi via Antica Aurelia, già via dell'Acquedotto della Statua), nei pressi di una necropoli etrusca (Monteroni).

## Storia
Durante i secoli il casale è stato adibito a più funzioni: venne utilizzato come stazione di posta, come albergo e osteria per i viandanti, sul percorso tra Roma e Civitavecchia. Vi soggiornarono san Paolo della Croce, il viaggiatore romantico George Dennis, l'architetto topografo Luigi Canina, Teresa Caetani, duchessa di Sermoneta, e il poeta Giuseppe Gioacchino Belli che vi fu anche arrestato.
Durante gli anni cinquanta fu utilizzato come set cinematografico delle ultime scene del film "La Grande Guerra" con Alberto Sordi e Vittorio Gassman.
Dopo la Seconda guerra mondiale l'edificio era stato dato in concessione ai mezzadri dell'Ente Maremma ed è caduto in abbandono alla fine degli anni sessanta, con il crollo di alcune parti della struttura. Passato dal disciolto Ente Maremma all'Agenzia regionale per lo sviluppo e l'innovazione dell'agricoltura del Lazio, in seguito all'attività della sezione del GAR di Ladispoli-Cerveteri è stato recuperato e in seguito restaurato per il Grande Giubileo del 2000 a cura della Provincia di Roma e della Soprintendenza ai beni architettonici del Lazio. La struttura è tuttavia ancora inutilizzata e di nuovo in condizioni di degrado.
Per il giorno 20 gennaio 2011 il Comune di Ladispoli ha indetto una conferenza dei servizi per l'approvazione del progetto definitivo per il recupero ed il riuso della struttura.